# Darvas Ibolya
Darvas Ibolya (eredeti neve Deutsch Ibolya, férjezett neve dr. Ravasz Illésné) (Ipolyszakállos, 1905. június 14. – Budapest, 1990. június 6.) opera-énekesnő (koloratúrszoprán), Ney Dávid tenorista felesége volt.

## Élete
A Zeneakadémián P. Maleczky Bianka növendéke volt. A végzés után a Városi Színházban kezdte pályáját. Itt debütált 1929-ben Meyerbeer Hugenottákjának apródjaként. Nevét akkor ismerte meg mindenki, amikor Millöcker Dubarry grófnőjének címszerepébe kellett beugrania Alpár Gitta helyett a Fővárosi Operettszínházban. Többszázszor énekelte végül Alpárral felváltva. 1935-ben Sziklai Jenő utazótársulatával lépett fel. A második zsidótörvény miatt 1939 és 1944 között csak az OMIKE Művészakciója keretében szerepelhetett. Itt a legtöbbet foglalkoztatott énekesnő volt. Tagja volt a Dohány utcai zsinagóga kórusának is. A felszabadulás után néhány évig a Szegedi Nemzeti Színház operatagozatában működött. 1949-ben szerződtette a Magyar Állami Operaház, ahol csak két alkalommal, 1951 tavaszán lépett fel. Egy hangját megtámadó betegség miatt vonult vissza.
Repertoárja főként koloratúrszubrett szerepekból állt, de énekelt néhány lírai szólamot is.
A felszabadulás után dr. Ravasz Illés ügyvéd felesége lett.

## Szerepei
- Bizet: Carmen – Frasquita
- Donizetti: Lammermoori Lucia – címszerep
- Donizetti: Don Pasquale – Norina
- Gounod: Faust – Siebel
- Halévy: A zsidónő – Eudoxia hercegnő
- Harmath Imre: Békebeli béke – Schneider Fáni
- Lehár Ferenc: A víg özvegy – Valencienne
- Giacomo Meyerbeer: A hugenották – Az apród
- Carl Millöcker: Dubarry – Marie Jeanne Bécu
- Mozart: Szöktetés a szerájból – Blondchen
- Mozart: A színigazgató – Mademoiselle Silberklang
- Mozart: Figaro házassága – Cherubino
- Mozart: A varázsfuvola – Papagena
- Otto Nicolai: A windsori víg nők – Fluthné
- Jacques Offenbach: Eljegyzés lámpafénynél – Fanchette
- Jacques Offenbach: Hoffmann meséi – Olympia
- Giacomo Puccini: Bohémélet – Musette
- Giacomo Puccini: Gianni Schicchi – Nella
- Rossini: A sevillai borbély – Rosina
- Johann Strauss d. S.: A denevér – Adél
- Verdi: Rigoletto – Gilda
- Verdi: La Traviata – Violetta Valéry
- Verdi: Álarcosbál – Oscar